# گیوم دوفه
گیوم دوفه (فرانسوی: Guillaume Dufay‎; ۵ اوت ۱۳۹۷ – ۲۷ نوامبر ۱۴۷۴) یک آهنگساز اهل فرانسه بود.
او در سال ۱۴۰۰ در شهر کمبری به دنیا آمد و از سال ۱۴۰۹ به عنوان خواننده گروه کر پسران در کلیسای کمبری تعلیم دید.
از سال ۱۴۲۰ در شهرهای مختلف ایتالیا و فرانسه اقامت داشت و سفرهای زیادی می‌کرد. این سفرها باعث به دست آوردن اطلاعات و تجربه گسترده‌ای در زمینه موسیقی ملی آن دوره اروپا در وی شد.
دوفایی از جمله آهنگسازان مهم موسیقی انگلیسی قرن سیزده و چهارده میلادی محسوب می‌شود زیرا که از جنبه‌های موسیقی انگلیسی در کارهای خود استفاده می‌کرد و جان دانستیبل از آهنگسازان مورد علاقه او به‌شمار می‌رفت. آثار او به موسیقی رنسانس شباهت بیشتری دارد تا قرون وسطا و حدود ۲۰۰ اثر از او به جا مانده‌است که مس‌های او شهرت بیشتری دارد.

## سبک‌شناسی کارهای دوفه
- کرال‌های چهار صدایی
- استفاده از زیر ساخت‌های موسیقی انگلیسی
- خطوط ملودی بسیار روان و غیر وابسته به ریتم
- به کار گرفتن متد آهنگسازی مس کانتوس فیرموس. (مس به عنوان اثر مذهبی و پنج بخشی بسیار بزرگ)
- توجه یکسان به گروه‌های مختلف صدایی، به صورتی که صدای تنور که تا آن زمان زیربنای آثار آوازی محسوب می‌شد و بقیه صداها بر اساس آن آهنگسازی می‌شدند، اهمیت گذشته قبلی اش را از دست داد و به سطح یکسانی با صداهایی دیگر رسید.